# セルジオ越後
セルジオ越後（セルジオ えちご、Sergio Echigo, 1945年7月28日 - ）は、ブラジルサンパウロ出身の元プロサッカー選手。日系ブラジル人（二世）。現役時代のポジションは右ウイング。現在は、サッカー評論家・指導者。
株式会社栃木ユナイテッド（HC日光アイスバックスの運営会社）代表取締役 兼 HC日光アイスバックスシニアディレクター。
日本アンプティサッカー協会（JAFA）最高顧問。

## 略歴

### ブラジル時代
ブラジル・サンパウロ州サンパウロで日本からの移民の両親の元に生まれる。17歳のときにサンパウロの名門コリンチャンスのジュニオール（ユース）のテストに合格する。本人によれば、テストを受けた際に皆がミッドフィールダーに手を挙げたため、気圧されてつい手を挙げそびれた結果、あまった右ウイングとしてプレーすることになった。しかしライバルが少なかったのが功を奏し、ミッドフィールダー志望者が5分ごとに交代させられる一方、セルジオは20分間もプレーすることができた。同期は元ブラジル代表のロベルト・リベリーノで、今でもブラジルに帰った際は旧交を暖めている。
しかし1年で契約を解除されその後は、鉄骨関係の会社でセールスマンとして2年ほど働いた。元コリンチャンスの肩書きは大きく、商談相手とサッカーの話をしたり、草サッカーをするだけで物が売れていったという。その後、ブラジルの2部チームを渡り歩いた後、日本の社会人チームからアマチュアサッカー選手としてのオファーが彼の元へ届いた。当時の職場の上司に相談したところ、「お前は馬鹿か。仕事をおぼえられてサッカーができる上に金までもらえる。もしお前が断るなら代わりに俺の息子を行かせる。」と言われ、日本へ渡ることを決意した。

### JSL時代
1972年に日本サッカーリーグ(JSL)1部の藤和不動産サッカー部（湘南ベルマーレの前身）に入り、1974年までプレー。セルジオは当初、あくまでもアマチュア選手として仕事の余暇にサッカーをプレーするものだと考えていたが、実際には藤和不動産はほぼ一年中合宿生活を送っており、プロ時代以上の練習量に驚かされることになる。日本人の監督・コーチの非合理的な指導に対し、セルジオが戸惑うこともしばしばあった。
JSL初の「元プロ選手」の加入は大きな話題となり、日本デビュー戦となった1972年開幕戦の三菱重工戦には、同年のJSLの1試合平均観客動員数の4倍となる2万人の観客が国立競技場に集まった。日本サッカー協会では元プロ選手のプレーの是非を巡って議論が起き、その後、外国人選手の試合出場は来日・登録から半年間は認めないとする新たな制限が設けられた。
1974年に藤和不動産の新外国人選手としてセルジオ自らブラジルで探し当てたカルバリオは、その後2度のJSL1部得点王に輝いた。

### 引退後
引退後は一旦ブラジルに帰国するが、1975年からは永大産業コーチに就任。日本人とブラジル人との連係を深めると共に、その指導で日本人選手の技術も向上させ、チームの5位躍進に貢献。1976年の一時は病気の塩澤敏彦監督に代わってチームを指揮したが、永大産業は本業の不振の煽りで1977年シーズンを前に活動を停止してしまう。
1978年からはコカ・コーラの後援のもと、日本サッカー協会公認の「FIFAさわやかサッカー教室」（後の「アクエリアス・サッカークリニック」）を開き、平田生雄とともに北は北海道から南は沖縄まで全国津々浦々を回り少年サッカーの指導普及に努めセルジオ越後杯を開催。延べ50万人以上の少年少女を直接指導した。これが評価され、2006年に文部科学省の2006年生涯スポーツ功労者表彰、2013年には外務大臣表彰を受けた。2017年4月、旭日双光章を受章。さらに2023年度日本サッカー殿堂に選出された。
日本サッカー協会の強化委員会で委員をやった時期があり、ハンス・オフトを続投させようと思っていた川淵三郎に反対し、実績のある監督を呼ぶべきだと言った。その後、ファルカンが日本代表監督を務めた時に代表スタッフの一員となっている。
2006年8月よりアジアリーグアイスホッケーチームH.C.栃木日光アイスバックス（当時は、日光神戸アイスバックス）のシニアディレクターに就任。まったく畑違いの競技であるが、「選手たちにプロの心構えを教えてやってほしい」の一言がきっかけだった。試合では自身もベンチに入り、ハーフタイムに選手たちを鼓舞するほか、TV出演の際にはアイスバックスの宣伝を欠かさないなど精力的に活動している。
日刊スポーツにて、「ちゃんとサッカーしなさい」というコラムを2013年から、また週刊サッカーダイジェストに於いても「セルジオの天国と地獄」のコラムを担当している（2021年8月現在も続行中）。主に日本代表について講評している。

## エピソード
戸籍には含まれていないが、親からは「ヨシオ」という日本名で呼ばれていた。現役当時、他のブラジル人選手同様、帰化して日本代表になってくれるよう頼まれたが、「自分は中身はブラジル人だから」と取り合わなかった。
ロナウジーニョやリベリーノがドリブル時に使うことで有名な「エラシコ (エラッスチコ、Elástico)」という、外に行く振りをして内に進み相手を置き去りにする（ボールを素早く外に叩く振りをし、内に叩き進む）フェイントを考案し、リベリーノに伝授した。本人によれば、ペレやガリンシャの技を真似して、自分流にアレンジしてやっていたところ、当時のチームメートであったリベリーノが面白がって自分でもやるようになったということである。リベリーノによれば、あるテストマッチのときに、越後がエラシコをし、フルバックのエドアルドがピッチ外に出されそうになるほどのフェイントになった。リベリーノは自分の見たものが信じられず、越後に何をしたか問うと、越後はやり方を教えてみせた。越後はリベリーノに「僕が発明し、君が完璧なものにした」と言っている。
来日当時日本サッカーの故郷ブラジルとのレベルの差とサッカー人気の低さに大きな失望と戸惑いを感じたが、サッカー教室を清水で開いた際子供たちのレベルの高さとサッカー熱を見て「日本にもブラジルがあった」と感激したと語っている。
娘のエチゴ由衣はタレントとして活動していた。

## その他の活動
辛口批評家
選手に対して辛辣なコメントをすることで知られ、イビチャ・オシム、フィリップ・トルシエ同様に日本のマスメディアのあり方に苦言を呈することも多い。セルジオは自らの批評スタンスについて「厳しく言うのは、日本サッカー界に良くなって欲しいから。サッカー人気とメディア露出が落ちていけば、スポンサーも減少する。そうなると自分達の仕事も少なくなる」と理解を求めている。
コーチ
セルジオサッカークリニックを毎年開催（大陽日酸の社会貢献活動の一環として、セルジオ越後をはじめとする講師による実技指導と交歓試合を小学生など向けに行っている）。
この他サッカー日本代表のレベルを上げるための施策として、Jリーグの外国人枠の撤廃もしくは拡大、アジア人枠の設置、海外組ブランド選手の見直しを提唱している。

## 個人成績
- ブラジル・リーグ成績
  - 1964-1965 SCコリンチャンス・パウリスタ (サンパウロ州1部) 11試合 0得点
  - 1967-1968 トレス・ポンターノAC（ポルトガル語版）(ミナスジェライス州2部) 不明
  - 1971 CAブラガンチーノ (サンパウロ州2部) 不明
  - 1971 パウリスタFC (サンパウロ州1部) 不明

日本サッカーリーグ成績
| 国内大会個人成績 | 国内大会個人成績 | 国内大会個人成績 | 国内大会個人成績 | 国内大会個人成績 | 国内大会個人成績          | 国内大会個人成績 | 国内大会個人成績 | 国内大会個人成績 | 国内大会個人成績 | 国内大会個人成績 | 国内大会個人成績 |
| 年度             | クラブ           | 背番号           | リーグ           | リーグ戦         | リーグ戦                  | リーグ杯         | リーグ杯         | オープン杯       | オープン杯       | 期間通算         | 期間通算         |
| 年度             | クラブ           | 背番号           | リーグ           | 出場             | 得点                      | 出場             | 得点             | 出場             | 得点             | 出場             | 得点             |
| 日本             | 日本             | 日本             | 日本             | リーグ戦         | リーグ戦                  | JSL杯            | JSL杯            | 天皇杯           | 天皇杯           | 期間通算         | 期間通算         |
| ---------------- | ---------------- | ---------------- | ---------------- | ---------------- | ------------------------- | ---------------- | ---------------- | ---------------- | ---------------- | ---------------- | ---------------- |
| 1972             | 藤和             |                  | JSL1部           |                  |                           | -                | -                |                  |                  |                  |                  |
| 1973             | 藤和             | 8                | JSL1部           |                  |                           |                  |                  |                  |                  |                  |                  |
| 1974             | 藤和             | 8                | JSL1部           |                  |                           | -                | -                |                  |                  |                  |                  |
| 通算             | 日本             | 日本             | JSL1部           | 40               | 6\|\|\|\|\|\|\|\|\|\|\|\| |                  |                  |                  |                  |                  |                  |
| 総通算           | 総通算           | 総通算           | 総通算           | 40               | 6\|\|\|\|\|\|\|\|\|\|\|\| |                  |                  |                  |                  |                  |                  |

## 著書
- 『水をやりすぎた木は枯れる セルジオ越後のさわやかサッカー「しつけ語録」』（1984年5月、ジェイ・インターナショナル）ISBN 978-4871902281
- 『アマスポーツ界めった斬り』（1986年8月、ジェイ・インターナショナル）ISBN 978-4871902427
- 『セルジオ越後のイエローカード』（1995年2月、講談社）ISBN 978-4062074438
- 『セルジオ越後のワールドカップへの選択 日本サッカーはブレイクできるか』（1997年7月、マガジンハウス）ISBN 978-4838709038
- 『日本サッカー黙示録 代表編』（1997年11月、エフエム東京）ISBN 978-4887450097
- 『日本サッカー黙示録 Jリーグ編』（1998年3月、エフエム東京）ISBN 978-4887450202
- 『セルジオ越後の宣戦布告 W杯日本はこう戦え』（1998年4月、マガジンハウス、後藤新弥との共著）ISBN 978-4838710003
- 『日本サッカー黙示録 2000 五輪代表編』（2000年1月、ザ・マサダ）ISBN 978-4883970087
- 『予感 日の丸を背負った男たちへ』（2000年4月、ザ・マサダ、金子達仁との共著）ISBN 978-4883970155
- 『日本サッカー 勝つための準備』（2000年6月、講談社）ISBN 978-4062102773
- 『日本サッカー黙示録 日本代表篇 2000-2002』（2001年12月、河出書房新社）ISBN 978-4309265230
- 『ジーコジャパン・ザ・ビギニング 2006年への夢』（2003年3月、講談社）ISBN 978-4062117432
- 『激心 日の丸を背負った男たちへ』（2004年1月、廣済堂出版、金子達仁との共著）ISBN 978-4331510223
- 『日本サッカー黙示録 ジーコジャパンへの緊急通告』（2004年7月、廣済堂出版）ISBN 978-4331510582
- 『セルジオ越後の「子育つ論」』（2004年5月、PHP研究所）ISBN 978-4569661858
- 『警鐘』（2005年9月、ぴあ、金子達仁との共著）ISBN 978-4835615691
- 『日本サッカーと「世界基準」』（2006年8月、祥伝社）ISBN 978-4396110468
- 『セルジオ越後のフットサル入門』（2008年6月、講談社）ISBN 978-4062146517
- 『セルジオ越後録 サッカー日本代表2010W杯へ』（2009年8月、講談社）ISBN 978-4062157377
- 『セルジオ越後 辛口の真実』（2014年5月、ぱる出版）ISBN 978-4827208641
- 『補欠廃止論』（2016年6月、ポプラ社）ISBN 978-4591150160